# Sharon Tate
Sharon Marie Tate Polanski, geb. Tate (* 24. Januar 1943 in Dallas, Texas; † 9. August 1969 in Los Angeles, Kalifornien), war eine US-amerikanische Filmschauspielerin und ein Fotomodell. Tate galt zu ihrer Zeit als eine der schönsten Frauen der Welt und als Stilikone der 1960er Jahre (Swinging Sixties). Zusammen mit vier weiteren Personen wurde sie in der Nacht vom 8. auf 9. August 1969 hochschwanger von Mitgliedern der Manson Family ermordet. Diese Morde und der Doppelmord am Ehepaar LaBianca am folgenden Tag gingen als die „Tate/LaBianca-Morde“ in die US-amerikanische Kriminalgeschichte ein und wurden weltweit bekannt.

## Leben

### Kindheit und Jugend
Sharon Tate war die erste Tochter von Paul Tate (1922–2005), einem Geheimdienstoffizier der United States Army, und dessen Ehefrau Doris Gwendolyn Willett (1924–1992). Sie hatte zwei Schwestern, Debra Ann Tate (* 1952) und Patricia „Patti“ Tate (1957–2000). Durch die Militärlaufbahn ihres Vaters war sie bereits als Kind weit gereist und hatte aufgrund der vielen Umzüge fünfmal die High School wechseln müssen.
Auf ihre Mitschüler wirkte Tate oft schüchtern, ihre Eltern kritisierten ihr mangelndes Selbstvertrauen. Dennoch begeisterte sie sich früh für Schultheateraufführungen, trat als Jugendliche in Werbespots auf und gewann mehrere regionale Misswahlen. Obwohl sie eigentlich Psychologie studieren wollte, ging sie schließlich weiter ihrer Leidenschaft zum Schauspiel nach.

### Karriere
Nach ersten Achtungserfolgen als Fotomodell trat sie 1960 in einer Fernsehsendung mit Pat Boone in Venedig auf. 1961 erhielt sie in Rom im Spielfilm Barabbas ihre erste Nebenrolle, jedoch ohne im Abspann genannt zu werden. Der Schauspieler Jack Palance hatte ihr die Teilnahme an den Dreharbeiten zufällig ermöglicht, weil er von der Attraktivität der jungen Frau und ihrer Art zu agieren beeindruckt war. Palance verschaffte ihr noch einige Vorsprechen zu weiteren Probeaufnahmen, doch führten diese nicht zu Engagements. Enttäuscht reiste Tate schließlich zurück in die USA, um an ihrem Schauspiel zu feilen und in kleineren Fernsehproduktionen mitzuwirken, die vor allem auf ihre Schönheit setzten.
Nach positiven Kritiken als Komödiantin, etwa in Nebenrollen für die Fernsehserien Mr. Ed und The Beverly Hillbillies, wurde die überaus intelligente und gebildete Tate als vielversprechende Newcomerin Hollywoods gehandelt. Sie agierte bald an der Seite von Stars wie Deborah Kerr, Donald Pleasence oder David Niven und bekam 1967 im Spielfilm Die schwarze 13 ihre erste größere Nebenrolle.
Tates internationaler Durchbruch gelang ebenfalls 1967 mit der Gruselkomödie Tanz der Vampire an der Seite von Roman Polański, der zugleich Regie führte. Die Rolle der Sarah Shagal sollte eigentlich mit der rothaarigen Schauspielerin Jill St. John besetzt werden. Polański überzeugte jedoch die Produzenten von Tate. In dem Film trug die blonde Tate schließlich eine rote Perücke.

### Ehe mit Roman Polański
Tate war seit 1964 mit dem in den USA führenden Hairstylisten Jay Sebring liiert. Seinen Heiratsantrag nahm sie jedoch nicht an, weil sie sich zunächst auf ihre Filmkarriere konzentrieren wollte und dafür in einer Ehe keinen Raum sah.
Beim ersten Treffen zwischen Tate und Polański waren beide noch nicht besonders voneinander beeindruckt, was sich jedoch im Laufe der Dreharbeiten an Tanz der Vampire änderte. Im Herbst 1967 zogen Tate und Polański nach London, wo sie häufig Gegenstand der Klatschpresse wurden und in zahlreichen Zeitschriftenartikeln über sie berichtet wurde. Im konservativen England der damaligen Zeit erregte es Aufsehen, dass ein junges Paar bereits vor der Hochzeit zusammenlebte; der Pole (jüdischer Abstammung) Polański und die Texanerin Tate wurden als Ausländer ohnehin kritisch betrachtet, zumal Polańskis Filme nicht immer dem durchschnittlichen Publikumsgeschmack entsprachen.
Überdies wuchsen Tates Berühmtheit und ihre Rolle als Stilikone der Swinging Sixties bei der Jugend, nachdem Modemagazine anfingen, sie als Covergirl (zum Beispiel für den Playboy) mit für damalige Zeiten gewagt-lasziven Fotografien herauszubringen (teilweise auch Nacktaufnahmen zusammen mit Polański). Tate und Polański heirateten am 20. Januar 1968 unter großem öffentlichen Interesse in London.
In der Folgezeit zog sich Tate zunehmend ins Privatleben zurück. Das junge Paar kehrte zurück nach Los Angeles und wurde schnell Mitglied der High Society von Hollywood. Die beiden stürzten sich ins Partyleben und trafen auf weitere Stars wie Steve McQueen, Peter Sellers, Mia Farrow sowie Peter und Jane Fonda. Sie knüpften schnell Kontakte zur Kunst- und Kulturszene und umgaben sich mit Musikern wie Jim Morrison und den Doors, den Mamas and the Papas oder dem Musikproduzenten Terry Melcher (dem Sohn von Doris Day) und dessen Freundin Candice Bergen. Hinzu kamen zahlreiche Freunde und Bekannte aus Polańskis Jugendzeit in Polen, wie der Komponist Krzysztof Komeda, der Schriftsteller Wojciech Frykowski und dessen Freundin Abigail Folger, die Erbin des US-Kaffeeimperiums Folgers Flavours.
Tate wurde Ende 1968 schwanger, und im Februar 1969 zogen sie und Polański in das Haus am Cielo Drive ein, als Nachmieter des Musikproduzenten Terry Melcher. Tate und Polański waren schon des Öfteren dort gewesen, und Tate war entzückt, dass es nun zur Verfügung stand. Sie nannte es liebevoll “my love house”.
Tate hatte positive Kritiken für ihr komödiantisches Talent erhalten, und so wählte sie als nächstes Projekt die Komödie Zwölf plus eins. Im März 1969 flog sie zu Dreharbeiten nach Italien und Polański nach England, um passende Drehorte für seinen neuen Spielfilm Der Tag des Delphins zu sichten.
Nachdem die für die schwangere Tate sehr anstrengenden Dreharbeiten abgeschlossen waren, flog sie nach London zu Polański. In ihrem Apartment posierte sie ungezwungen für den Fotografen Terry O’Neill beim fröhlichen Auspacken von Babysachen und machte mit ihm Glamourfotos für das Magazin Queen. Sie wollte das Baby zu Hause in Kalifornien bekommen, in der Nähe ihrer Familie, und da sie wegen ihrer fortgeschrittenen Schwangerschaft nicht mehr fliegen durfte, traf sie nach einer Schiffspassage auf der RMS Queen Elizabeth 2 am 20. Juli 1969 wieder auf heimatlichem Boden ein. Polański sollte am 12. August rechtzeitig zum errechneten Geburtstermin nachkommen.

### Ermordung
Tate kehrte am 8. August zusammen mit Sebring, Folger und Frykowski am späten Abend nach einem Essen im mexikanischen Restaurant El Coyote Cafe in ihr Haus am Cielo Drive zurück. Gegen Mitternacht verschafften sich vier Mitglieder der Manson Family, Susan Atkins, Charles Watson, Patricia Krenwinkel und Linda Kasabian, Zutritt zum Anwesen. Sie ermordeten Steven Parent, der zufällig an diesem Abend den jungen Hausmeister des Anwesens, William Garretson, besucht hatte, sowie Tate und ihre drei Gäste. Tate wurde von Atkins oder Watson oder beiden durch 16 Messerstiche umgebracht. Atkins schrieb beim Verlassen des Hauses das Wort „PIG“ (Schwein) mit Tates Blut an die Haustür.

### Nach ihrem Tod
Polański war zu diesem Zeitpunkt noch mit Dreharbeiten in England beschäftigt. Als er von der Ermordung seiner Frau erfuhr, kehrte er sofort nach Los Angeles zurück. In einem demonstrativen Akt der Verzweiflung gestattete er Fotoreportern der Zeitschrift Life den Zugang zu den blutverschmierten Räumen seines Hauses und gab der Presse ein umfangreiches Statement zu der Gräueltat.

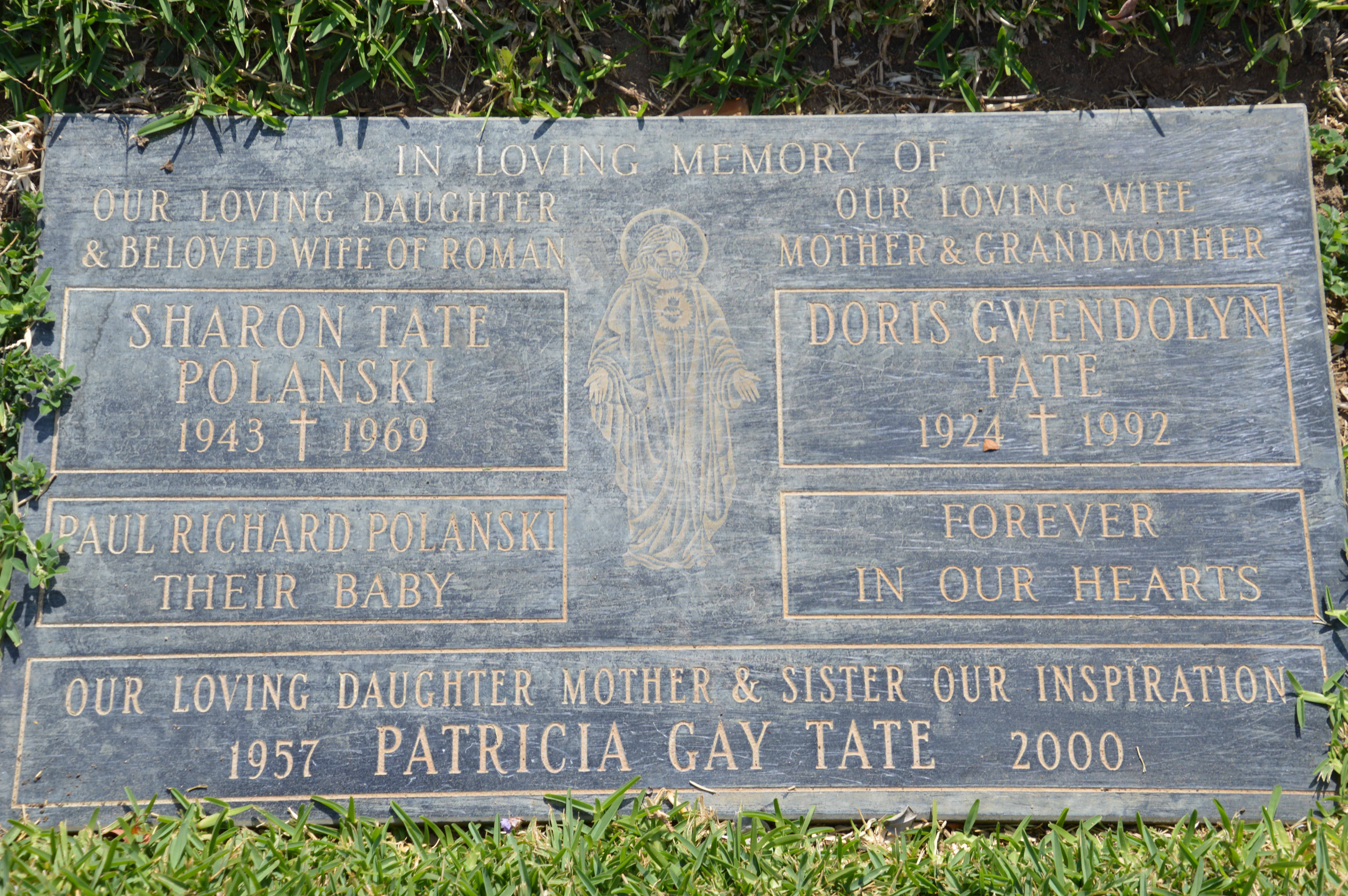
Grab von Sharon Tate auf dem Holy Cross Cemetery in Culver City, Los Angeles County

Ein Jahrzehnt nach den Morden schloss sich Tates Mutter Doris Tate – entsetzt über den wachsenden Kultstatus der Mörder und beängstigt von der Möglichkeit, dass einige von ihnen begnadigt werden könnten – einer Kampagne an, um sicherzustellen, dass sie im Gefängnis blieben. Ihre Entschlossenheit, die öffentliche Aufmerksamkeit auf die Unzulänglichkeiten der erzieherischen Strafmaßnahmen des Staates zu richten, und ihre Kritik daran waren unter anderem der Auslöser für die Änderungen im Strafgesetz Kaliforniens 1982. Diese Änderungen machten es Verbrechensopfern und deren Familien möglich, sogenannte Victim Impact Statements während der Gerichtsverhandlungen von Häftlingen und bei nachfolgenden Anhörungen über Hafturlaub abzugeben. Doris Tate war die erste Person, die solch ein Statement unter dem neuen Gesetz abgab, als sie bei der Anhörung über den Hafturlaub eines der Mörder ihrer Tochter, Watson, aussagte. Sie war der Überzeugung, die Änderungen im Gesetz hätten ihrer Tochter die Würde zurückgegeben, die ihr zuvor verwehrt geblieben sei, und dass es ihr gelungen sei, „Sharons Vermächtnis als Mordopfer in ein Symbol für Opferrechte umzuwandeln“. Nach dem Tod von Doris Tate im Juli 1992 führte Sharons jüngere Schwester Patti die Arbeit ihrer Mutter bis zu ihrem eigenen Tod im Juni 2000 weiter. Tates Schwester Debra Ann Tate wacht seitdem über das Vermächtnis ihrer Familie und betreibt eine Website zum Gedenken an ihre Schwester.
Tates ungeborenes Kind bekam postum den Namen Paul Richard Polański; es wurde in den Armen seiner Mutter auf dem Holy Cross Cemetery, im kalifornischen Culver City beigesetzt.
Polański widmete ihr seinen Film Tess, dessen Vorspann mit den Worten to Sharon („für Sharon“) endet. Die Hauptrolle besetzte er mit Nastassja Kinski, die am gleichen Tag (24. Januar) wie Tate Geburtstag hat.

## Filmografie
- 1961: Barabbas
- 1963: Mister Ed (Fernsehserie, zwei Folgen)
- 1963–1965: The Beverly Hillbillies (Fernsehserie, 15 Folgen)
- 1964: Nur für Offiziere (The Americanization of Emily)
- 1965: Solo für O.N.K.E.L. (The Man from U.N.C.L.E., Fernsehserie, eine Folge)
- 1967: Die schwarze 13 (Eye of the Devil)
- 1967: Die nackten Tatsachen (Don’t Make Waves)
- 1967: Tanz der Vampire (The Fearless Vampire Killers)
- 1967: Das Tal der Puppen (Valley of the Dolls)
- 1968: Rollkommando (The Wrecking Crew)
- 1969: Zwölf plus eins (Una su 13)

## Auszeichnungen
- 1967: Nominierung für den Golden Globe Award als Beste Nachwuchsdarstellerin für Das Tal der Puppen
- 1968: Nominierung Golden Laurel – Female New Face bei den Laurel Awards

## Verfilmungen
Sharon Tate wurde in vielen Filmen von verschiedenen Schauspielerinnen verkörpert:
- 1993: Hollywood Babylon (Fernsehserie, eine Folge) – Deborah Sharpe[1]
- 1998: Scandalous Me: The Jacqueline Susann Story – Leila Johnson
- 2003: The Manson Family – Tina Martin
- 2004: Helter Skelter – Whitney Dylan
- 2009: Polanski – Brienne De Beau
- 2016: Wolves at the Door – Katie Cassidy
- 2017: American Horror Story (Fernsehserie, eine Folge) – Rachel Roberts
- 2018: Charlie Says – Grace Van Dien
- 2019: The Haunting of Sharon Tate – Hilary Duff
- 2019: Once Upon a Time in Hollywood – Margot Robbie